# Francisco Matias
Francisco Viegas Matias (Fuzeta, 1941) è un ex calciatore portoghese, di ruolo attaccante.

## Carriera
Matias ha cominciato la carriera con la maglia del Fuzeta, nella stagione 1958-1959. Dall'anno successivo è passato all'Olhanense, compagine all'epoca militante in Segunda Divisão. Ha contribuito alla promozione arrivata al termine del campionato 1960-1961.
Il 24 settembre 1961 ha così esordito in Primeira Divisão, schierato titolare nella vittoria casalinga per 1-0 sul Covilhã. Il 18 marzo 1962 ha trovato la prima rete, nella sconfitta per 4-3 subita sul campo del CUF Barreiro.
Ha giocato nella massima divisione portoghese per tre stagioni, totalizzando complessivamente 67 presenze e 4 reti. Nel 1971 è passato ai norvegesi del Lillestrøm, all'epoca in 2. divisjon.